# Pontons de Nantes
Les pontons de Nantes sont un ensemble de navires français ou galiotes hollandaises réemployés comme prisons flottantes sur la Loire pendant la Révolution au cours de la Terreur. Des centaines de Vendéens, de prêtres et de suspects nantais y sont emprisonnées.

## Prisons flottantes
Les principaux navires ayant servi à ces emprisonnements furent l'Émilia-Louisa, L'Intention, La Louise, La Thérèse et La Gloire, ces navires mouillaient à la Sécherie, à proximité de la prison de l'Entrepôt des cafés.
Les premiers prisonniers, des prêtres réfractaires, sont envoyés à ces navires en juillet 1793 ; ils y restent jusqu'au 13 septembre, date où ils sont transférés au couvent des Petits-Capucins. Ces navires sont ensuite largement réutilisés par le Comité révolutionnaire de Nantes. Le 20 octobre, 45 prisonniers y sont enfermés ; le 28, les prêtres envoyés au couvent des Petits-Capucins sont ramenés sur le port et enfermés sur La Gloire. Le 17 novembre, ces 90 prêtres sont les victimes des premières noyades. Il semble également que la présence des pontons sur le fleuve ait favorisé des noyades individuelles. 
Le 30 octobre, d'autres prisonniers sont enfermés sur L'Intention ; le 22 novembre, les malades sont transférés au Sanitat ; le 12 décembre, une lettre du citoyen Tessier au Comité révolutionnaire mentionne la présence de 16 détenus sur la galiote La Louise.
Dans sa déposition lors du procès de Carrier et des membres du Comité révolutionnaire de Nantes, le matelot Grault fait le témoignage suivant :

« Grault, matelot de douane, a déclaré avoir été nommé, il y a environ un an, concierge d'une galiote sur laquelle il a demeuré cinq mois environ. Aussitôt que je fus installé dans mes fonctions, a-t-il dit, Fouquet, Lamberty et Robin m'amenèrent au moins trois cents femmes (car on ne me les donna pas en compte) avec des enfants de quatre à cinq mois et même de plus jeunes… ces femmes et ces enfants furent noyés le même soir. Cette première noyade exécutée, Fouquet, Lamberty et autres, ramenèrent aussitôt de l'Entrepôt deux cents hommes détenus, dont les plus jeunes n'avaient que quinze à seize ans. Les panneaux furent fermés pendant quarante-huit heures ; j'ignore si, pendant ce temps, on leur donna à manger ; mais, après ces quarante-huit heures, on en jeta dans la rivière environ quatre-vingts, qui avaient été trouvés morts. On ne donnait qu'une demi-livre de pain par jour à chacun de ceux qui restaient, et encore furent-ils pendant deux jours sans pain. Affilé et moi, au risque de notre vie, et par humanité, nous nous adressâmes aux citoyens du port, pour leur procurer des subsistances. Tous, dans la consternation, craignaient de se compromettre en donnant ces secours ; ils nous procurèrent néanmoins du pain et de la soupe que nous donnâmes à ces infortunés. Le capitaine de garde poussa la méfiance jusqu'à fouiller dans les baquets remplis de soupe. Ils furent noyés en plein jour. »

— Lallié 1883, p. 63-64
Victoire Abraham, femme Pichot, demeurant à la Sècherie, rapporte le même événement dans un témoignage recueilli par Tronsson-Ducoudray pour le procès de Carrier :

« Je vis un jour amener des prisonniers sur des charrettes ; ils venaient de l'entrepôt : on les disposa dans une galiote où on les oublia pendant 48 heures ; on avait eu la précaution de fermer le pont. Lorsqu'il fut ouvert, on trouva soixante malheureux étouffés. On les fit enlever par d'autres prisonniers qu'on venait d'amener. Robin, le sabre à la main, fit jeter ces cadavres dans la Loire. Cette opération finie, il fait mettre à nu tous les prisonniers, hommes, femmes et enfants, on leur lie les mains derrière le dos, on les fait entrer dans un chaland où ils sont noyés. »

— Secher 2011, p. 102
En mars et avril 1794, des prêtres de la Nièvre, d'Angers et du Mont-Blanc sont encore emprisonnés dans les pontons pendant six semaines, il en mourait environ un par jour.

## Sources